# Всеволод Костянтинович
Всеволод Костянтинович (в хрещенні Іоанн; 18 червня 1210, Ростов — 4 березня 1238, річка Сіть) — перший удільний князь ярославський (1218—1238), князь переяславський (1227)

## Біографія
Другий син Великого князя Володимирського Костянтина Всеволодовича. Народився 18 червня 1210 року в Ростові, де тоді княжив його батько. 23 травня 1212 роки над ним був здійснений старовинний обряд — постриг. Літописець зауважує, що з цієї нагоди «бисть радість велика в граді Ростові». У 1215 році він перебував у Торжку з полками батька свого, які приходили на допомогу братові батька Ярославу Всеволодовичу, тоді князю переяславському, котрий ворогував з новгородцями.
У 1218 Всеволод отримав від батька в уділ Ярославль. Останній на той час був уже великим містом, що видно з Никонівського літопису, за яким там у 1221 році, під час пожежі, яка винищила майже все місто, одних церков згоріло 17. У 1224 році Всеволод добудував у Спасо-Преображенському монастирі церкву закладену ще його батьком.
За Лаврентіївським літописом, Всеволод у 1224 році разом з дядьком Володимиром Всеволодовичем був посланий  великим князем Володимирським, Юрієм у військовий похід, однак, мету походу літопис не вказує, поміщаючи подію між поставленням в Києві митрополита Кирила (що стався 6 січня 1225 року) і масштабним вторгненням литовців в Новгородську землю і Смоленське князівство, що закінчилося битвою під Усвятом (до весни 1225 року). Новгородські літописи повідомляють, що в очолюваному Ярославом поході проти литовців брали участь Володимир з сином, але про дітей Володимира нічого не відомо.
У 1226 році Всеволод з братом брали участь в поході великого князя володимирського на чернігівського князя Олега, усобиця закінчилася миром, і Марина, дочка Олега, в 1228 році була видана за Всеволода. 15 вересня 1227 року Юрій Всеволодович послав племінника на князювання в Переяслав, а в наступному 1228 Всеволод знову був на півночі: брав участь в поході Юрія на мордву, «в Пургасову волость».
У 1229 році ярославський князь разом з іншими своїми братами пристав до молодшого дядька, Ярослава, проти старшого, Юрія, але останній, запросивши всіх їх на початку вересня «на снем» в Суздаль, схилив їх до примирення. У 1230 Всеволод підтримував Ярослава проти чернігівського князя Михайла в боротьбі за вплив в Новгороді.
Загинув в битві з татарами на берегах річки Сіті 4 березня 1238 року, тіло його знайдено не було. Залишив синів Василя і Костянтина, що княжили після нього.